# Pestani
Pestani (macedónul: Пештани) település Észak-Macedóniában, a Délnyugati körzet Ohridi járásában.

## Népesség
| Lakosok száma | 913  | 1024 | 1147 | 1222 | 1334 | 1418 | 1346 | 1326 | 1145 |
|               | 1948 | 1953 | 1961 | 1971 | 1981 | 1991 | 1994 | 2002 | 2021 |

2002-ben 1326 lakosa volt, akik közül 1319 macedón, 1 szerb és 6 egyéb.